# サンライフ

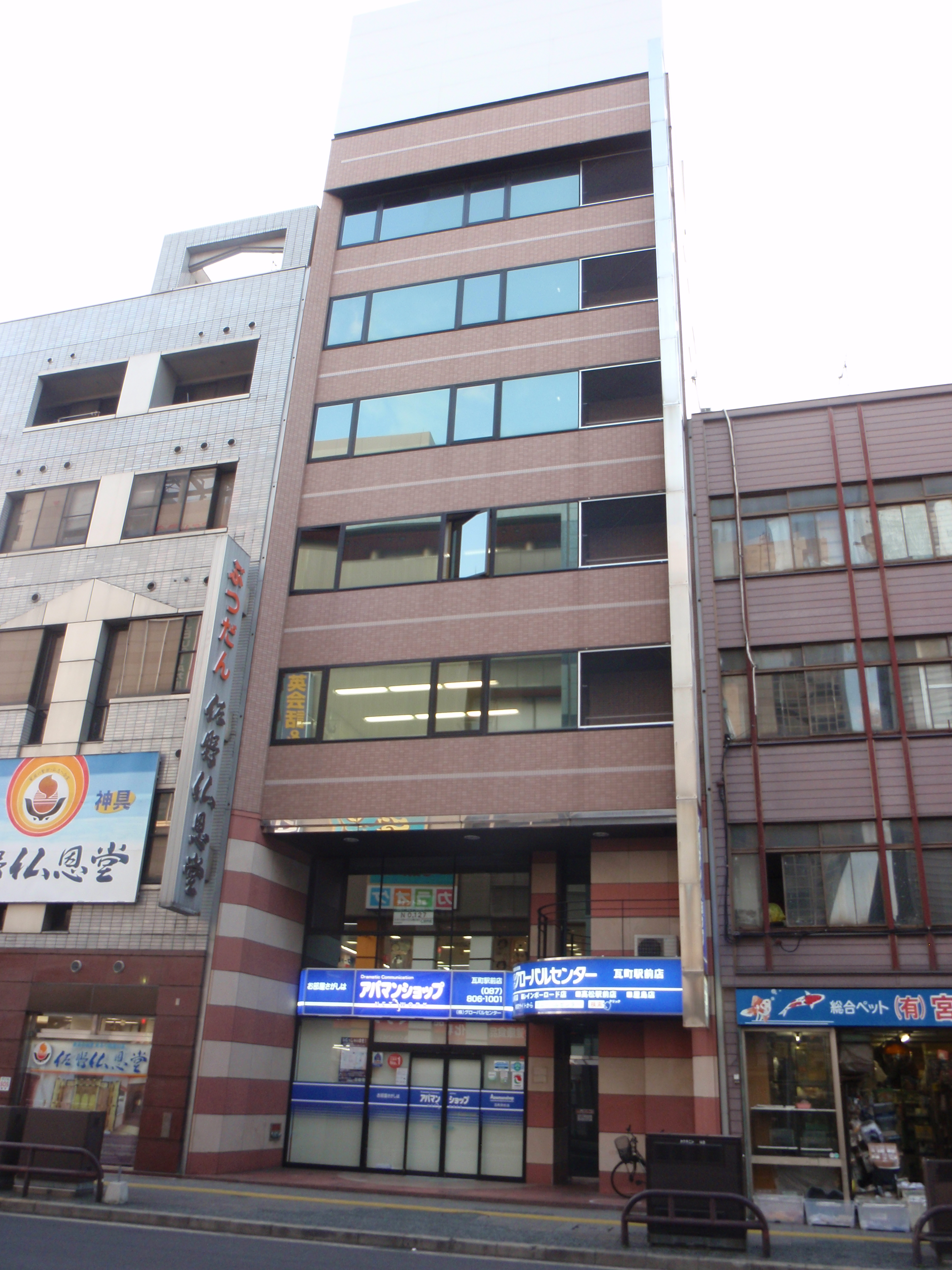
高松市の旧本社（退去後の2022年に解体）

サンライフ株式会社（SUNLIFE Co.,Ltd.）は、栃木県宇都宮市に本社を置く元消費者金融業（みなし貸金業者）。

## 概要

### 旧法人
1975年創業。香川県高松市に本社を置き、四国四県（以前は岡山県も）を営業エリアとする消費者金融会社であった。
創業以来、創業者一族の橘家により一族経営が行われていた。2001年にはプロミス（現SMBCコンシューマーファイナンス）の傘下となる。
旧本社所在地は香川県高松市瓦町二丁目7番地6。
プロミス傘下時代はインターネットでは全国から申し込みが可能で、借入・返済はプロミスのATMでできた（ネオラインに買収された後ATM提携を解消）。自動契約機の愛称は「るすバンクん」だった。サンライフとクオークローン（現・クラヴィス）は、プロミスよりも高い金利（出資法の上限いっぱいの29.2%。プロミスは25.5%）を取ることで事業を成り立たせていたが、グレーゾーン金利の撤廃が具体化したことから事業継続が不可能と判断され、2007年に事業を停止。事業停止後、債権はプロミス（一部はパル債権回収）に譲渡された。
2009年4月1日、プロミスが保有していた株式と債権がネオラインキャピタルに譲渡された。2009年7月に会社分割を行い、消費者金融事業はサンライフ（現法人）に移行。旧サンライフはネオラインホールディングス（JTインベストメントに商号変更の後清算）に商号変更し、以降はネオライングループの持株会社・投資会社に生まれ変わった。

### 現法人
ネオライングループでの下、2010年2月1日に消費者金融事業（無担保ローン）を再開した。申込みは四国在住・在勤者に限定し、グレーゾーン金利撤廃までは以前同様グレーゾーン金利での貸し付けを行っていた。店舗は本社の1箇所のみとなっている。証書貸付ローンのみを取り扱うため、自動契約機やATMはない。しかし、貸金業法に定める純資産要件を満たすことが困難となったとして、事業再開からちょうど1年後の2011年2月1日にまたも事業を停止した。
2012年5月にネオラインホールディングスはサンライフの株式を第三者（詳細不明）に譲渡し、ネオライングループを離脱。同年7月には栃木県宇都宮市にあるアペンタクル（旧ワイド）本社ビル（アペンタクル、咲永と同居）に本社を移転している。なお、2016年1月1日に就任した現社長の村田健太郎はこの3社の社長を兼任している（2015年12月31日に辞任した前社長の越智貴也も同様）。

## 沿革
旧法人
- 1975年1月8日 - ライフ株式会社として設立。
- 1997年4月1日 - 信販会社のライフとの混同を招いていたことにより、サンライフ株式会社（初代）に社名変更。
- 2001年12月17日 - 株式交換によりプロミス（現・SMBCコンシューマーファイナンス）の完全子会社となった。
- 2007年5月31日 - プロミスの事業再編に伴い、金融事業を縮小するため、新規受付を中止、無人店舗を全店閉鎖。
- 2007年9月28日 - 全店舗を閉鎖し事業停止。
- 2007年11月 - 貸金業を廃業し、貸付債権の管理回収のみとなる。
- 2009年4月1日 - 親会社のプロミスが全株式を譲渡したことにより、ネオラインキャピタル株式会社の子会社となる。
- 2009年7月1日 - ネオラインホールディングス株式会社に商号変更。

現法人
- 2009年7月1日 - ネオラインホールディングスから会社分割により新たにサンライフ株式会社（2代）を設立。
- 2010年2月1日 - 四国限定で消費者金融事業を再開[3]。
- 2011年1月14日 - 新規受付を中止[4]
- 2011年2月1日 - 貸金業を廃業。[5]
- 2012年5月14日 - ネオラインホールディングス（現・JTインベストメント）が全株式を第三者に売却[6]。
- 2012年7月1日 - 本社を栃木県宇都宮市のアペンタクル（旧ワイド）本社内に移転。

## イメージガール
- 2006年～　タレントの吉野さゆりを起用。

CM 上野夕佳